# أنبوب توصيل

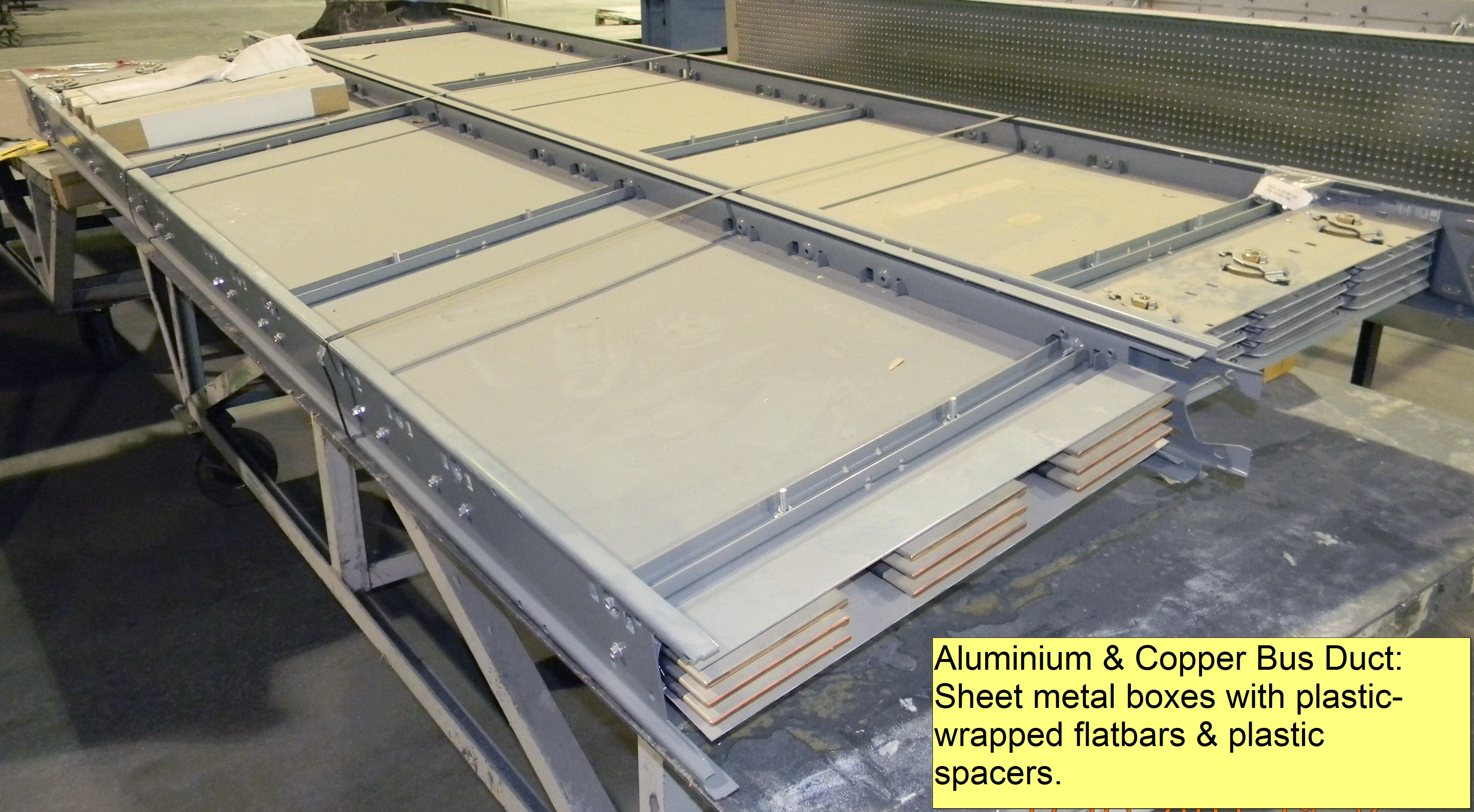

أنبوب التوصيل في توزيع الطاقة الكهربائية (ويسمى أيضًا طريق النقل)، عبارة عن أنبوب صفائح معدنية يحتوي إما على قضبان النحاس أو الألومنيوم بغرض توصيل تيار كهربائي كبير. يعد وسيلة بديلة لتوصيل الكهرباء إلى كابلات الاستطاعة أو كابلات التوصيل.
كانت طرق النقل مؤلفة في الأصل من الموصلات النحاسية العارية المدعومة من العوازل غير العضوية، مثل البورسلان، والمثبتة داخل علبة فولاذية غير مهواة.

## نبذة تاريخية
أُنتجت طرق النقل بسبب مطالب صناعة السيارات في ديترويت في أواخر العشرينيات. منذ ذلك الوقت، تحسنت طرق النقل وأصبحت جزءًا لا يتجزأ من الشبكة الثانوية للمنشآت الصناعية.

## البنية
على غرار حامل الكابلات، تحتوي أنابيب التوصيل على سماكة، وحواجز جانبية فولاذية مشكلة على البارد وأغطية معدنية أقل سماكة. يمكن فصل قضبان التوصيل الداخلية بشكلٍ مميز أو حتى بفجوات واضحة بينها، أو يمكن أن تكون «محصورة» مع بعضها.
عادةً ما تكون قضبان التوصيل الفردية ملفوفة أو مغلفة بمواد غير موصلة تساهمية، مثل البلاستيك أو (في الأنظمة القديمة) شريط كهربائي.
عند نقطة الاتصال، تتوسع قضبان التوصيل لتمكين الاتصال بالمقطع التالي.
يمكن أن يحتوي نظام أنابيب التوصيل الناقلة أو طريق النقل على مفاتيح فصل وأجهزة أخرى مثبتة عليه، على سبيل المثال، لتوزيع الطاقة على مبنى مرتفع. تسمح العديد من أشكال طرق النقل، بتحريك أجهزة التوصيل مثل مفاتيح التشغيل وأجهزة بدء التشغيل بسهولة؛ هذا يوفر مرونة للتغييرات على خط التجميع، على سبيل المثال.
يُستخدم ناقل التغذية لتوصيل المعدات، مثل التوصيل بين محول ومجموعة مفاتيح التحويل. النوع المتغير هو طريق النقل ذو المقاومة المنخفضة، والذي صُمّم لتقليل انخفاض الجهد بسبب التباعد الوثيق لقضبان التوصيل، ما يقلل من التفاعل الاستقرائي.
توفر عربة طرق النقل الطاقة إلى المعدات التي يجب نقلها بشكل متكرر. تكون طرق النقل مفتوحة في الجزء السفلي، وتستخدم «عربة» تجميع  متنقلة للتوصيل بين قضبان التوصيل الثابتة في طريق النقل والكابل المتصل بالمعدات المتحركة. أنابيب التوصيل عبارة عن مخترقات خدمية للبناء مطلوبة لتكون بمثابة موانع حرائق خارجية حيث تخترق فاصل النار المطلوب للحصول على تصنيف مقاومة الحريق. يمكن اختبار أي أجهزة موانع حرائق داخلية توفرها الشركة المصنعة مكونات متكاملة إما لـ يو إل 857 أو آي تربل إي سي 37.23  لطرازات أمريكا الشمالية، ثم عبر إيه إس تي إم  إي814 أو يو إل1479 أو يو إل سي-إس115. تخفف موانع حرائق أنابيب التوصيل الداخلية من انتقال الحرائق الداخلية والدخان والحرارة بين حجرات الحريق من خلال احتراق أغلفة أنابيب التوصيل الداخلية التساهمية، والمباعدات والدعائم.